# Soily
Soily è una canzone di Paul McCartney interpretata spesso dal vivo dal suo gruppo, i Wings, in tre tours, il Wings Over Europe Tour (1972), il Wings 1973 UK Tour (1973) ed il Wings Over the World Tour (1975 - 1976).

## Descrizione
Una versione in studio, che presenta Geoff Britton alla batteria, doveva apparire nel film One Hand Clapping; il film non venne mai pubblicato integralmente, e buona parte è stata inclusa nella ristampa di Band on the Run del 2010. La versione in studio di Soily apparve però solo su alcuni bootleg, mentre una versione live, registrata nel corso del Wings Over the World Tour, è la traccia conclusiva di Wings over America (1976), in cui viene preceduta da Hi, Hi, Hi. Questa versione apparve inoltre come b-side del live single Maybe I'm Amazed.